# Ferry de Lits
Ferry de Lits (Eindhoven, 15 oktober 1979) is een Nederlandse zanger.

## Biografie
In 2004 kwam de eerste single uit van De Lits genaamd Kijk in mijn hart. Deze single werd gevolgd door de single Bij elke ster in 2005 geschreven en geproduceerd door Jheron van der Heijden die Ferry de Lits als nieuw talent onderbracht bij platenmaatschappij Berk Music. Vervolgens is in 2006 de single Zacht tikt de regen uitbracht. In april 2008 is de 4e single getiteld Joana verschenen onder het Berk Music label Zebra Music. Deze single kwam op 3 mei 2008 in de Mega Top 100. De hoogste positie is plaats 41.
In juni 2009 is zijn 5e single Oh, luister toch uitgekomen. Op 15 oktober 2009 is zijn debuutalbum Ritme van de nacht uitgekomen. In maart 2010 is de 6e single van Ferry Eejoo, Eejoo uitgekomen.
In januari 2013 bracht Ferry de single "Oh Sylvie" uit. Een ironisch liedje over de breuk tussen Rafael en Sylvie van der Vaart. Half februari 2013 kwam "Als ik jou zie" uit.
Sinds 2015 is hij presentator van het televisieprogramma Hart Voor Muziek dat op diverse regionale en lokale zenders wordt uitgezonden, en sinds 2020 zelfs op landelijke televisie op SBS6.

## Discografie
- Kijk in mijn hart (cd-single) (2004)
- Bij elke ster (cd-single) (2005)
- Zachtjes tikt de regen (cd-single) (2006)
- Joana (cd-single) (2008)
- Oh, luister toch (cd-single) (2009)
- Ritme van de nacht (cd-album) (2009)
- Eejoo, eejoo (cd-single) (2010)
- Als ik jou zie (cd-single) (2013)
- Ik wil vanavond (cd-single) (2013)
- Ademloos door de nacht (cd-single) (2014)
- Laat me (cd-single) (2014)
- Ik leef mijn eigen leven (2022)
- Viva Cerveza (2022)
- In elk stadje een ander schatje (2023)
- Mag ik bestellen 2.0 (2024)

### Singles
| Single met eventuele hitnotering(en) in de Nederlandse Top 40 | Datum van verschijnen | Datum van binnenkomst | Hoogste positie | Aantal weken | Opmerkingen                 |
| ------------------------------------------------------------- | --------------------- | --------------------- | --------------- | ------------ | --------------------------- |
| Joana                                                         | 2008                  | -                     |                 |              | Nr. 41 in de Single Top 100 |
| Oh luister toch...                                            | 2009                  | -                     |                 |              | Nr. 46 in de Single Top 100 |
| Ejoo ejoo                                                     | 2010                  | -                     |                 |              | Nr. 58 in de Single Top 100 |
| Als ik jou zie                                                | 2013                  | -                     |                 |              | Nr. 59 in de Single Top 100 |
| Ik wil vanavond                                               | 2013                  | -                     |                 |              | Nr. 84 in de Single Top 100 |
| Ademloos door de nacht                                        | 2014                  | -                     |                 |              | Nr. 90 in de Single Top 100 |